# Michael Sittow
Michael Sittow, även Master Michiel, Michel Sittow, Michiel, Miguel, född 1469, död 1525, var en målare från Reval, Estland, Tyska orden (nuvarande Tallinn, Estland).
Sittow var skolad i tidligt nederländskt måleri och var en av de främsta flamländska målarna för sin tid. Han arbetade som porträttmålare vid Isabella I av Kastiliens hov, hos habsburgarna och andra furstehus i Spanien och Nederländerna.

## Galleri

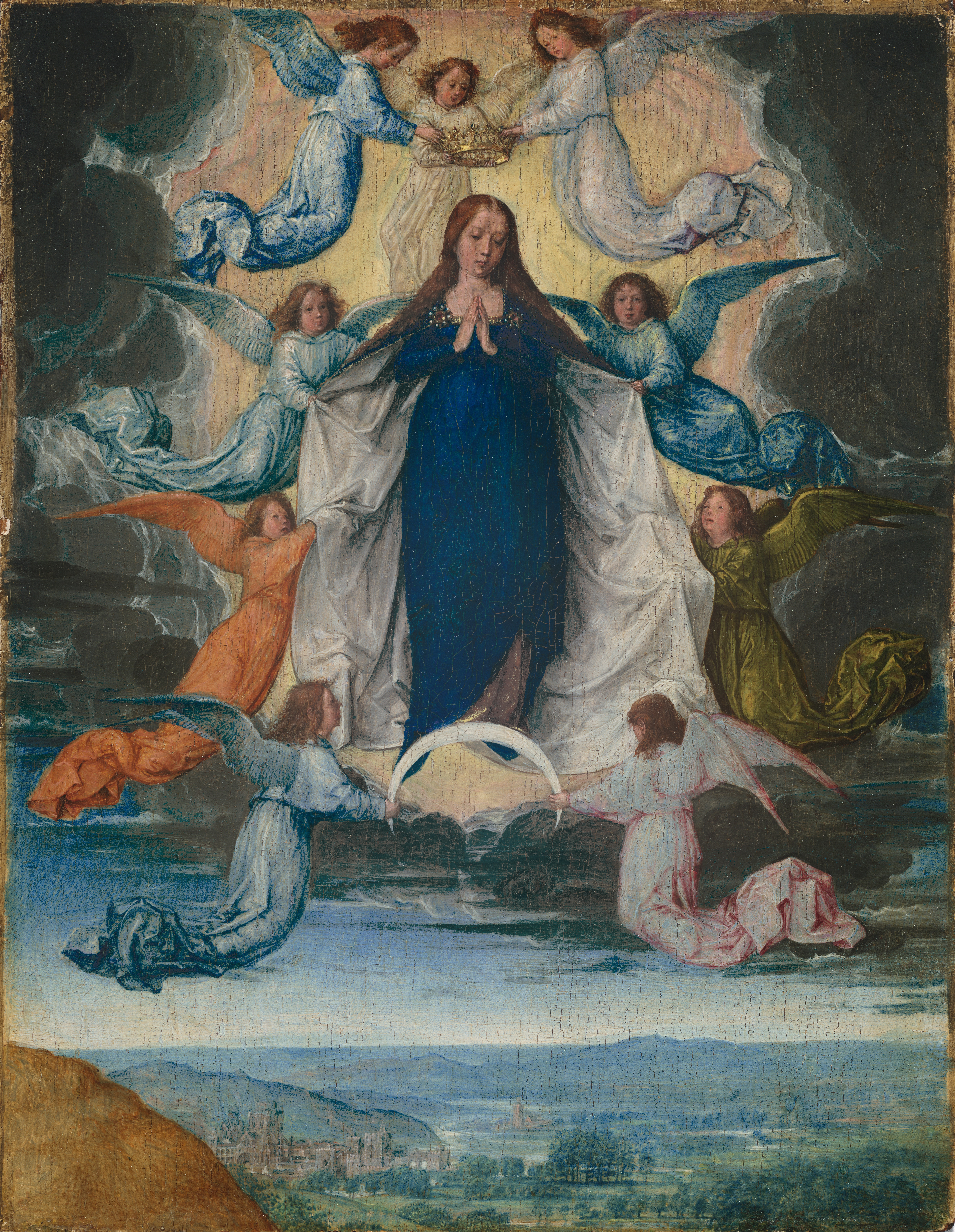
Jungfruns uppståndelse, ca 1500.
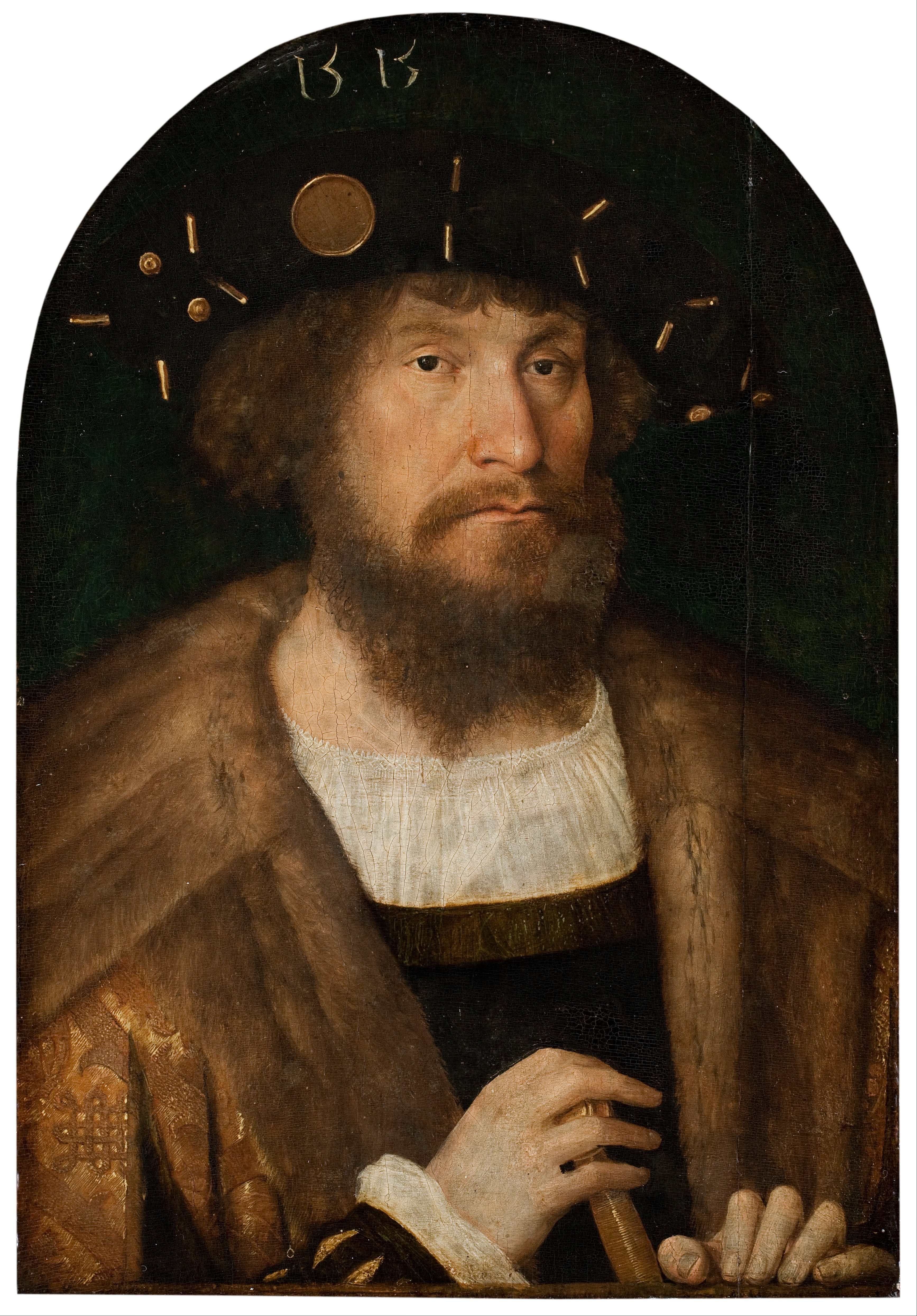
Porträtt av kung Christian II.
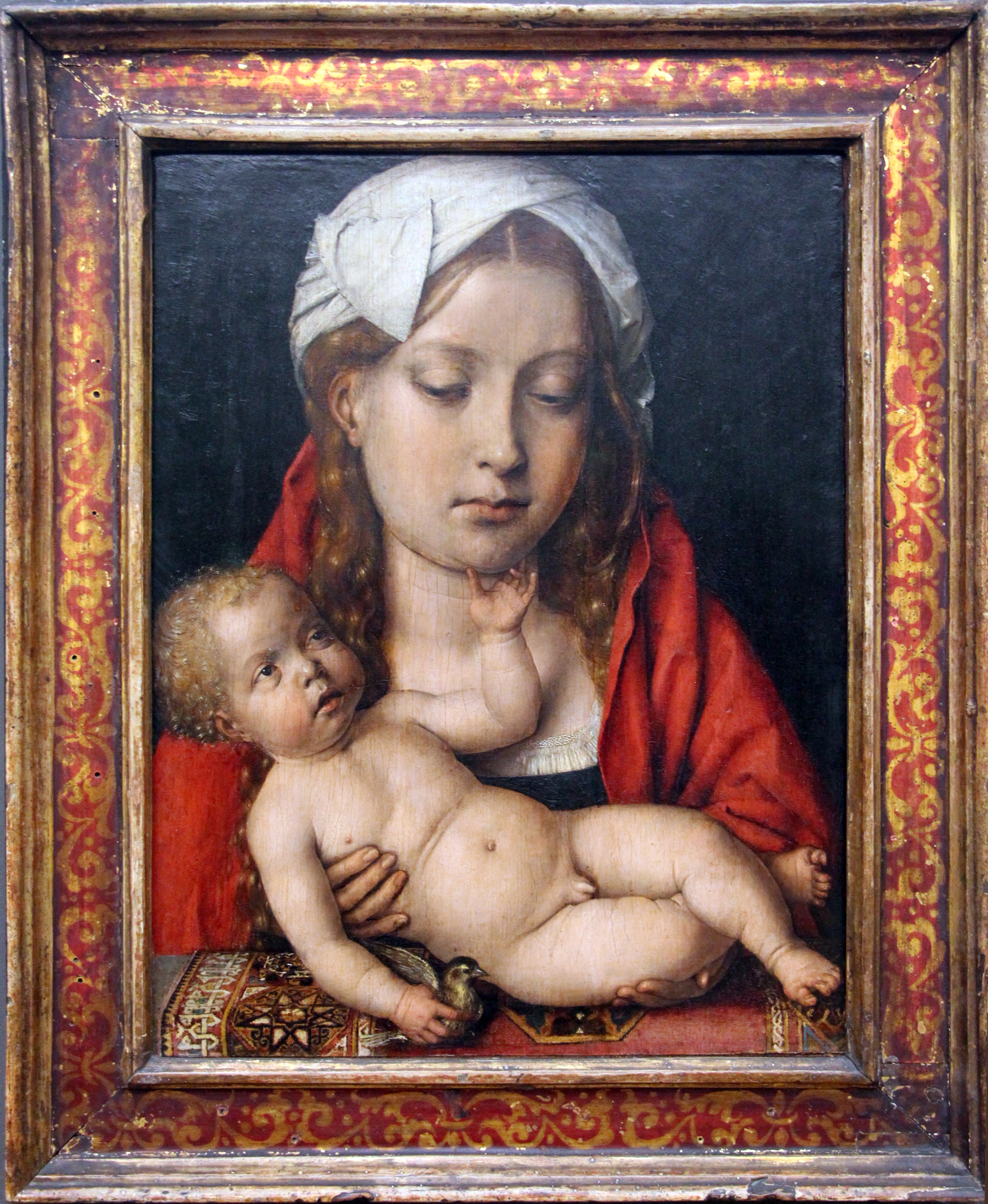
Madonnan och barnet, ca 1515.
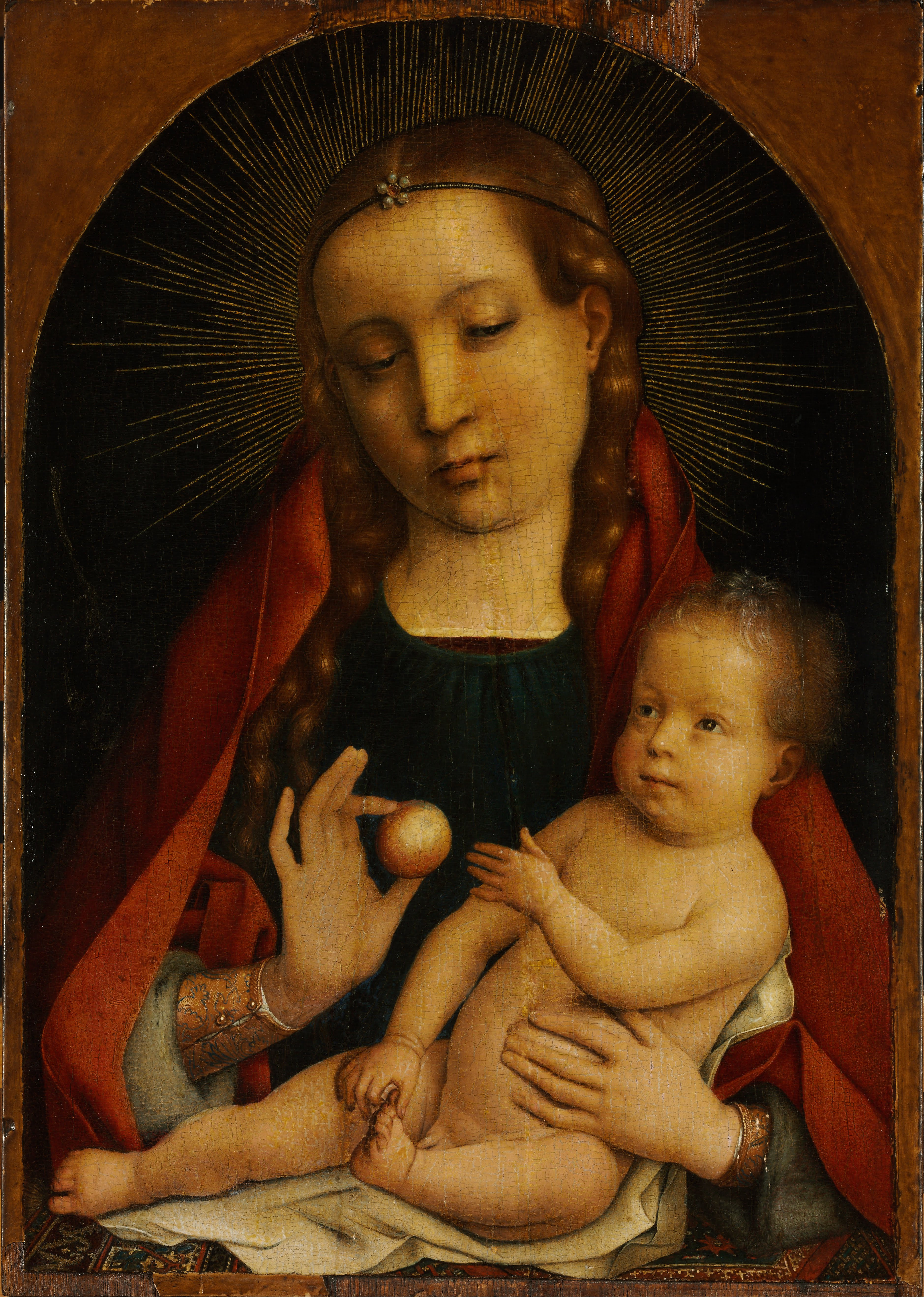
Jungfrun och barnet, 1489 - 1492.